# Vytautas
Vytautas (lituà:  Vytautas Didysis (?·pàg.), belarús Вітаўт, polonès Witold Kiejstutowicz, rutè: Vitovt, llatí: Alexander Vitoldus, italià: Vito il Grande); anomenat "el Gran" des del segle xv en endavant; c. 1350 - 27 d'octubre, de 1430) fou un dels governants més famosos de la Lituània medieval. Vytautas fou el governant (1392–;1430) del Gran Ducat de Lituània que principalment incloïa els lituans i rutens. Fou també el príncep de Hrodna (1370–;1382) i el príncep de Lutsk (1387–;1389), rei postulat dels hussites.
En la moderna Lituània, Vytautas és venerat com a heroi nacional i fou una figura important en el renaixement nacional al segle xix. Vytautas és un nom masculí força popular a Lituània. En commemoració dels 500 anys de la mort de Vytautas la Universitat Vytautas el Gran fou batejada en honor d'ell. Durant el període d'entreguerres (1918-1940) en què Lituània fou independent, també es van construir monuments en honor seu en moltes ciutats de la República de Lituània.

## Lluita pel poder

### 1377–1384
El pare de Vytautas, Kęstutis, i el seu oncle Algirdas, eren germans i no competien pel poder. Algirdas era el Gran duc de Lituània, i Kęstutis era principalment responsable de la defensa contra els Cavallers Teutònics. Tanmateix, després de la mort d'Algirdas el 1377, el seu fill Ladislau II Jagelló, es convertí en Gran Duc. La relació harmoniosa del seu pare i el seu oncle s'acabà, i es desencadenà una lluita pel poder entre ells. El 1380, Jagelló signava el Tractat secret de Dovydiškės amb els Cavallers Teutonic contra Kęstutis. Quan aquest últim descobrí això l'any següent, assetjà Vílnius, empresonà Jagelló i es convertí en Gran Duc. Tanmateix, Jagelló aconseguí escapar-se i alçà un exèrcit contra Kęstutis, i el seu fill Vytautas. Ambdós bàndols oposats s'enfrontaren entre ells, però mai no participaren en la batalla. Kęstutis estava preparat per negociar, però ell i Vytautas foren arrestats i duts al Castell de Kreva. Una setmana més tard, Kęstutis fou trobat mort. Si morí per causes naturals o fou assassinat és encara una qüestió de debat entre historiadors.

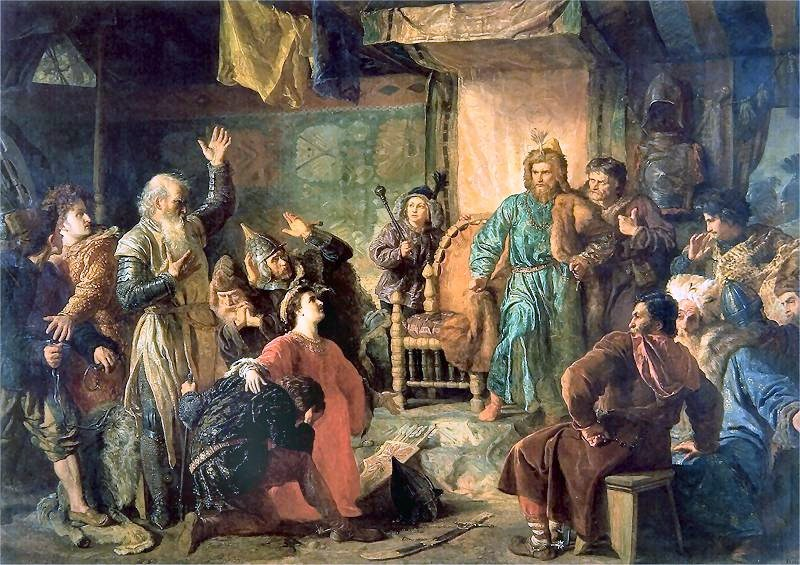
Vytautas i Kstutis empresonats per Jagelló. Pintat per Wojciech Gerson

El 1382, Vytautas pogué escapar-se de Kreva. Després d'escapar-se, buscà l'ajuda dels Cavallers Teutònics. En aquella època, Jagelló es trobava en negociacions amb l'Orde Teutònic. Formularen el Tractat de Dubysa, pel qual Jagelló prometia acceptar cristianisme, conventir-se en un aliat de l'Orde, i donar a l'Orde una mica de territori de Samogítia fins al riu Dubysa. Tanmateix, el tractat mai no fou ratificat. L'estiu de 1383, començà altre cop la guerra entre Jagelló i l'Orde. Vytautas fou batejat en el ritu catòlic, i rebé el nom de Wigand (Lituà: Vygandas). Vytautas participà en uns quants atacs contra Jagelló. El gener de 1384, Vytautas prometé de nou cedir una part de Samogítia, a l'Ordee Teutonic, fins al riu Nevėžis a canvi del títol de Gran Duc de Lituània. Tanmateix, el juliol del mateix any, Vytautas decidia abandonar els Cavallers Teutònics i reconciliar-se amb Jagelló. Llavors es posà a cremar tres castells teutònics importants, i redimí totes les terres de Kęstutis, amb l'excepció de Trakai.

### 1389–1392

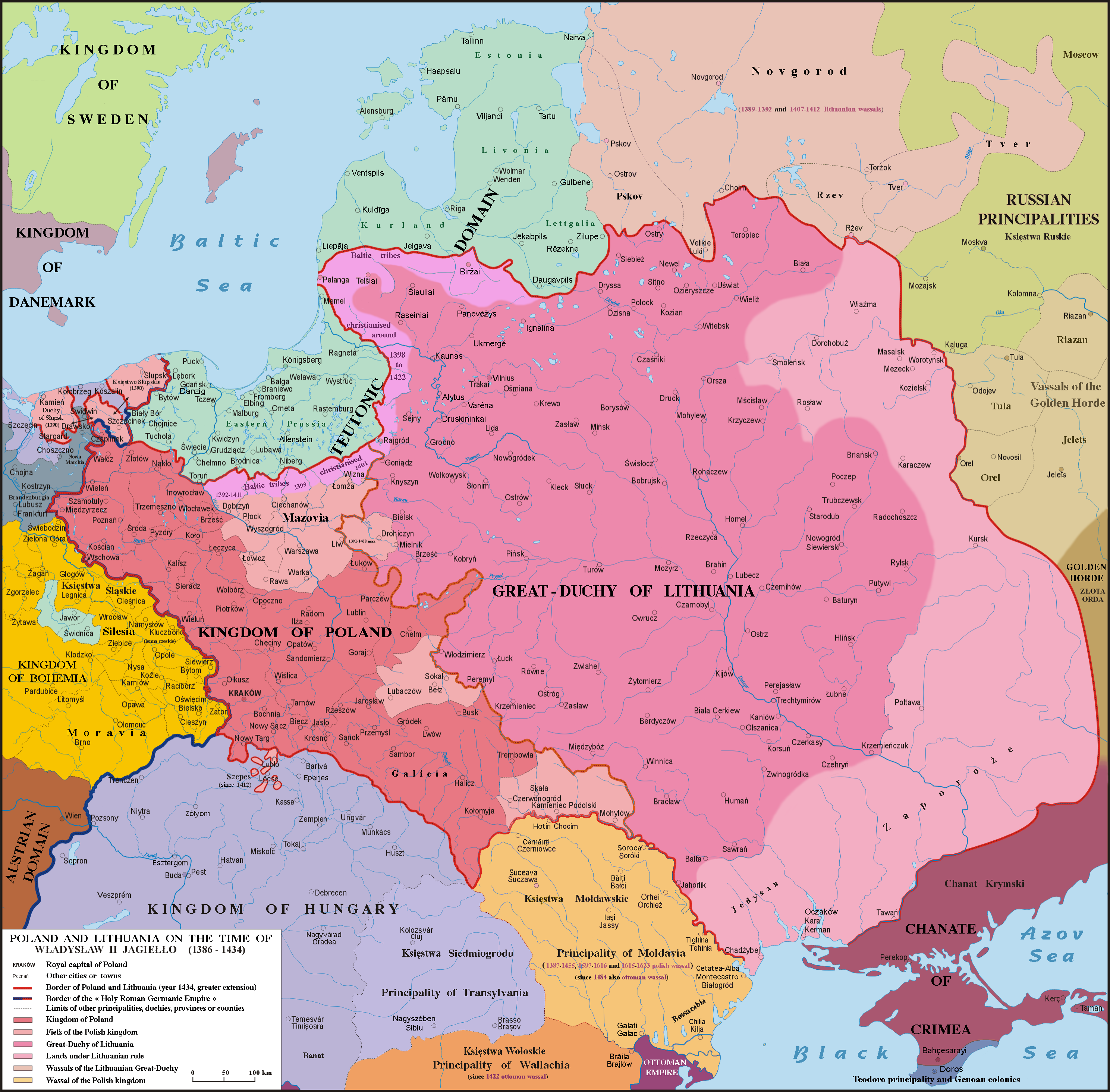
Polònia i Lituània 1386-1434

Vytautas participava en la signatura de la Unió de Kreva amb Polònia el 1385 i fou rebatejat el 1386 en el ritu catòlic, amb el nom d'Alexandre. Aquest tractat proporcionà el matrimoni de Jagelló amb Eduvigis de Polònia, i a ell el ocnvertí en Rei de Polònia. Deixà el seu germà Skirgaila com a regent del Gran Ducat de Lituània. Tanmateix, era impopular amb el poble i Vytautas veié una oportunitat de convertir-se, altre cop, en gran Duc. El 1389 començà una guerra i atacà Vílnius però fracassat. Vytautas es veié forçat a demanar l'ajut dels Cavallers Teutònics per segona vegada al començament de 1390. Vytautas hagué de prometre mantenir l'acord original de 1384, i lliurar Samogítia a l'Orde. El seu exèrcit ara atacà terres lituanes.
A fi i efecte d'incrementar la seva influència, Vytautas casà la seva única filla Sofia amb Basili I de Moscou el 1391. La noblesa polonesa estava descontenta amb el fet que Jagelló, el seu nou rei, ara Ladislau II Jagelló, invertia massa temps en els afers del Gran Ducat de Lituània. Estava clar que la guerra podria continuar durant anys i no donaria cap benefici al país. El 1392, l'enviat de Ladislau II Jagelló, Enric de Masòvia, oferí a Vytautas convertír-se en el seu regent en comptes de Skirgaila. Vytautas acceptà i una vegada més cremà tres castells teutònics i retornà a Vílnius. Jagelló i Vytautas signaren el Tractat d'Astrava en el qual Vytautas redimia totes les terres de Kęstutis, incloent-hi Trakai, i li fou donat més. Podria governar el Gran Ducat de Lituània en nom de Ladislau II Jagelló. Després de la mort de Vytautas, totes les terres i poder retornarien al Rei de Polònia.

## Gran Duc de Lituània

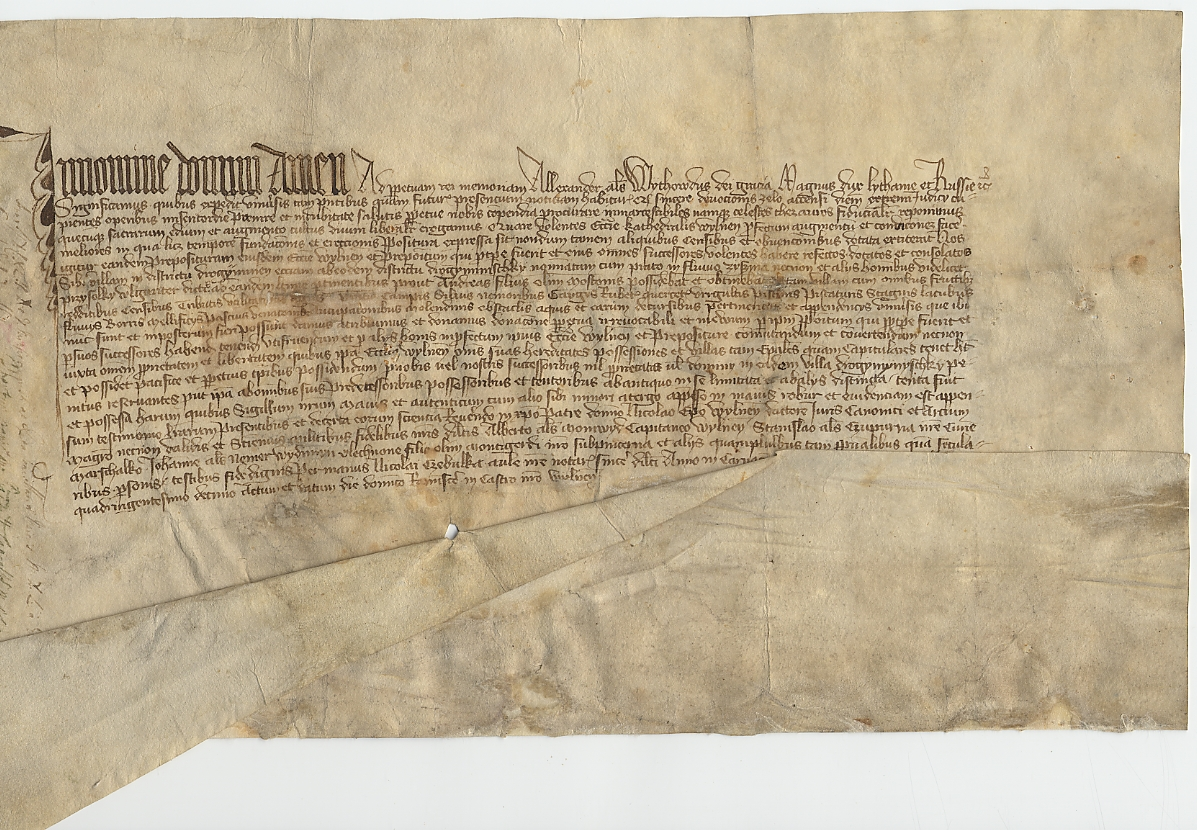
Privilegi a Catedral de Vílnius emesa per Vytautas a Vílnius el 16 de febrer, de 1410

### Política cap a l'Est
Vytautas continuà la política d'Algirdas de controlar tantes terres rutenes com fos possible. Molts territoris ja estaven sotra el control del Gran Duc, però la resta era controlada pels mongols. Toktamix, kan de l'Horda d'Or, buscà l'ajuda de Vytautas quan fou expulsat del tron el tron el 1395 després de ser derrotat per Tamerlà. S'arribava a un acord segons el qual Vytautas ajudaria Toktamix a recobrar el poder, i l'Horda cediria més terres al Gran Ducat de Lituània a canvi. El 1398, l'exèrcit de Vytautas atacà una part del Crimea i construïa un castell allà. Ara Lituània s'estenia des de la mar Bàltica fins a la mar Negra. Un cert nombre de captius tàtars foren duts a la Lituània ètnica.
Inspirats per aquesta reeixida campanya, Vytautas i Ladislau II Jagelló aconseguiren el suport del Papa Bonifaci IX per organitzar una croada contra el mongols. Aquest moviment polític també demostrà que el Gran Ducat de Lituània havia acceptat plenament el cristianisme i estava defensant la fe per si mateix, i que els Cavallers Teutònics no tenien una base més llunyana pels seus atacs contra Lituània. La campanya conclogué amb una derrota total en la batalla del riu Vorskla el 1399. Més de vint prínceps, incloent-hi dos germans de Ladislau II Jagelló, foren morts, i el mateix Vytautas amb prou feines pogué seguir amb vida. Això representà un gran xoc per al Gran Ducat de Polònia i Lituània. Un cert nombre de territoris es revoltaren contra Vytautas, i Smolensk fou reconquerit pel seu governant hereditari, Iuri de Smolensk i no fou reconquerit pels lituans fins al 1404. Vytautas feu la guerra en 1406-1408 contra el seu gendre Basili I de Moscou i Švitrigaila, un germà de Jogaila que amb el suport de l'Orde Teutònic s'havia declarat gran príncep. Un enfrontament important entre els dos exèrcits van acabar sense una batalla en el Tractat d'Ugrà, que concedia Veliki-Nóvgorod al germà de Jogaila Simeó Lingwen, i la important ciutat de Pskov per a l'enviat de Jogaila Jerzy Nos, una solució que constituïa una clara violació del tractat de Raciąż. La guerra amb Moscòvia acabà el desembre de 1408, en termes que feien inevitable un conflicte posterior amb l'Ordee Teutònic, malgrat els esforços d'Armand II de Celjeper negociar una solució.

### Guerres contra l'Orde Teutonic

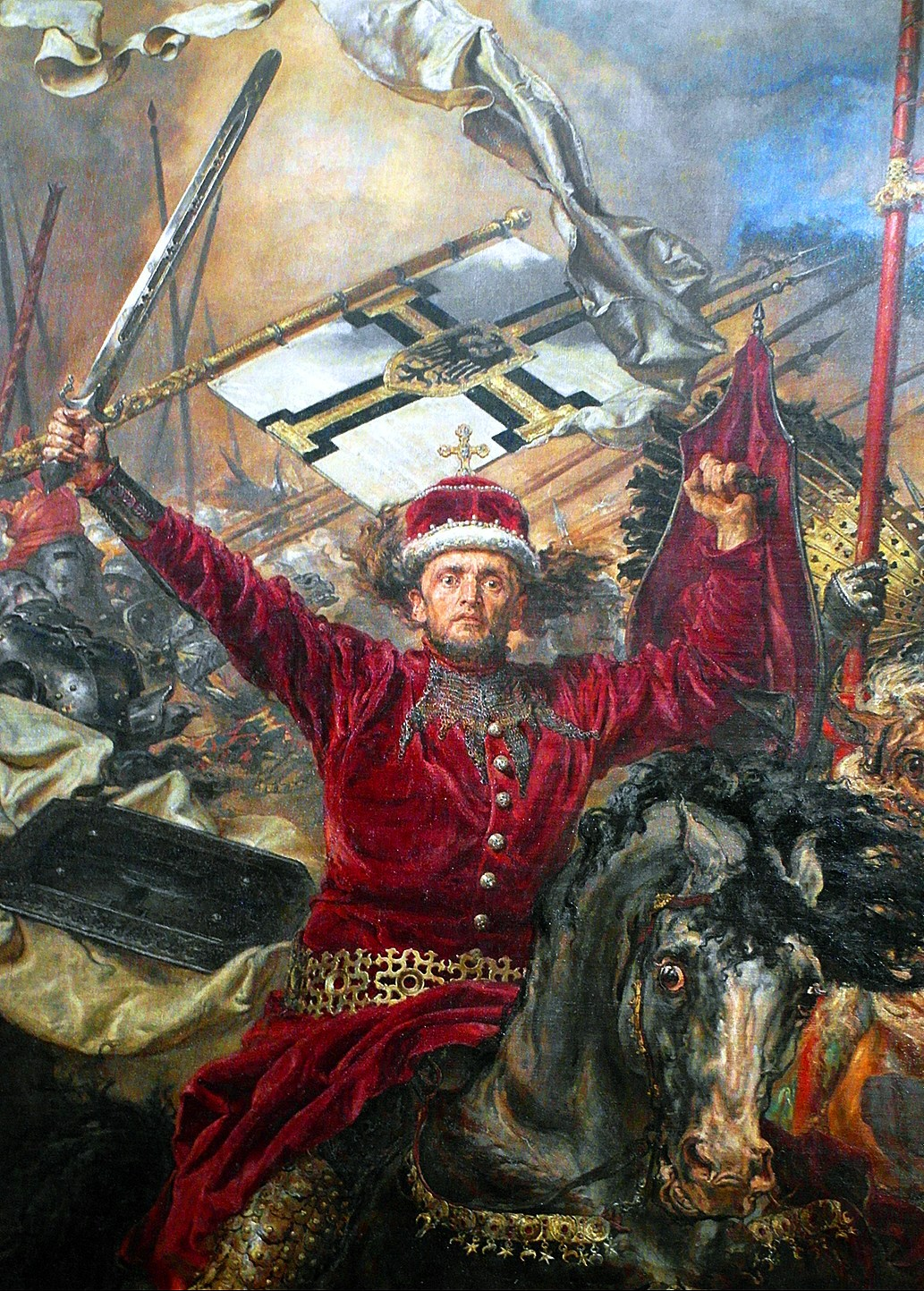
Vytautas el Gran tal com és mostrat en la pintura a l'oli de Jan Matejko durant la batalla de Grunwald.

El 1398, en la preparació per a la croada en contra de l'Horda Daurada, Vytautas havia signat el Tractat de Salynas amb els Cavallers Teutònics i els havia transferit Samogítia. Aquesta zona era especialment important per a l'orde perquè separava els Cavallers Teutònics, amb base a Prússia, dels Germans Livonians de l'Espasa. amb base a Letònia. Els dos ordes desitjaven unir-se i formar una força poderosa. Tanmateix, els cavallers governaren Samogítia només durant tres anys, perquè el 1401 el samogitians, als quals donava suport Vytautas, es rebel·laren i cremaren dos castells. Els cavallers rebien el suport de Švitrigaila germà de Jagelló, que desitjava prendre el títol de Vytautas. El 1404 se signà la Pau de Raciąż, un tracta que, en essència, repetia el Tractat de Salynas: Samogítia fou lliurada als Cavallers Teutònics. Polònia prometia no donar suport a Lituània en cas d'una altra guerra. Els cavallers prometien donar suport a Vytautas a l'est i no donar suport a cap gedimínida que pogués tenir pretensions de reclamar el títol de Gran Duc de Lituània. Tanmateix, el tractat no resolgué els problemes, i totes les parts es prepararen per a la guerra.
El 1408 Vytautas aconseguí la pau a l'est i retornà als afers de Samogítia. El 1409 començà la segona Revolta samogitiana, que rebé el suport de Vytautas, contra els Cavallers Teutòpnics. Els rebels cremaren el castell de Skirsnemunė. Amb el suport de Polònia i Lituània als rebels, la guerra començà. Vytautas aplegà un gran exèrcit dels divuit territoris que estaven sota el seu control. L'exèrcit s'uní a les forces poloneses i avançà cap al quarter general teutònic al castell de Marienburg (actual Malbork). El 1410, el mateix Vytautas comandà les forces del Gran Ducat en la batalla de Grunwald (també anomenat la Batalla de Tannenberg). La batalla acabava en una victòria polonesa lituana decisiva. Tot i que el setge de Marienburg fou un fracàs, els Cavallers Teutònics mai no recobraren la seva força i des de llavors només suposaren una amenaça reduïda per a Lituània-Polònia.
Com a resultat de la Pau de Toruń de 1411, Vytautas rebé Samogítia de per vida. Tanmateix, les parts no es posaren d'acord amb la frontera. Segimon I del Sacre Imperi Romanogermànic, acceptà fer de mitjancer en la disputa. El 1413, es declarà que tota la riba dreta del Riu Neman era de Samogítia i per això pertanyia a Lituània. Els Cavallers Teutònics estaven en desacord i començà una nova guerra el 1414. La guerra durava tot just un parell de mesos i la disputa fou portada al Concili de Constança. Tot i que la disputa no es resolgué, el samogitians tingueren l'oportunitat de presentar el seu cas als líders europeus. Es veu com a esdeveniment important en la història diplomàtica de Lituània. Fallaren uns quants altres intents de mediació, per la qual cosa començà una altra guerra amb l'Orde Teutònic el 1422. Després d'un parell de mesos de lluites, se signà el Tractat del Llac Melno. Samogítia fou retornada a Lituània a perpetuïtat, mentre que la ciutat de Memel (actual Klaipėda) i territoris circumdants quedaren sotra control de l'Orde. Aquesta frontera, tal com fou establerta pel tractat, romangué estable durant uns 500 anys fins a la disputa del Territori de Memel de 1923. Amb lapau establerta, Vytautas es podria ara concentrar en les reformes i la relació amb Polònia.

### Relació amb Polònia
El 1399 Eduvigis de Polònia i el seu nadó morien en el part. El poder de Ladislau II Jagelló a Polònia corria perill en la mesura que era un rei estranger sense altres lligams al tron excepte la seva muller. De la mateixa manera, la derrota a Vorskla forçà una reavaluació de la relació entre Polònia i Lituània. El resultat fou la Unió de Vílnius i Radom el 1401. A Vytautas se li concedí àmplia autonomia, però després de la seva mort el títol i els poders de Gran Duc de Lituània serien transferits al rei de Polònia o viceversa. En cas que Jagelló morís primer sense un hereu, la noblesa polonesa acceptava no elegir un rei nou sense consultar Vytautas. La característica singular d'aquesta unió fou que la noblesa lituana presentà el seu propi document: per primera vegada algú, a part dels ducs, tenia un paper en els temes estatals.

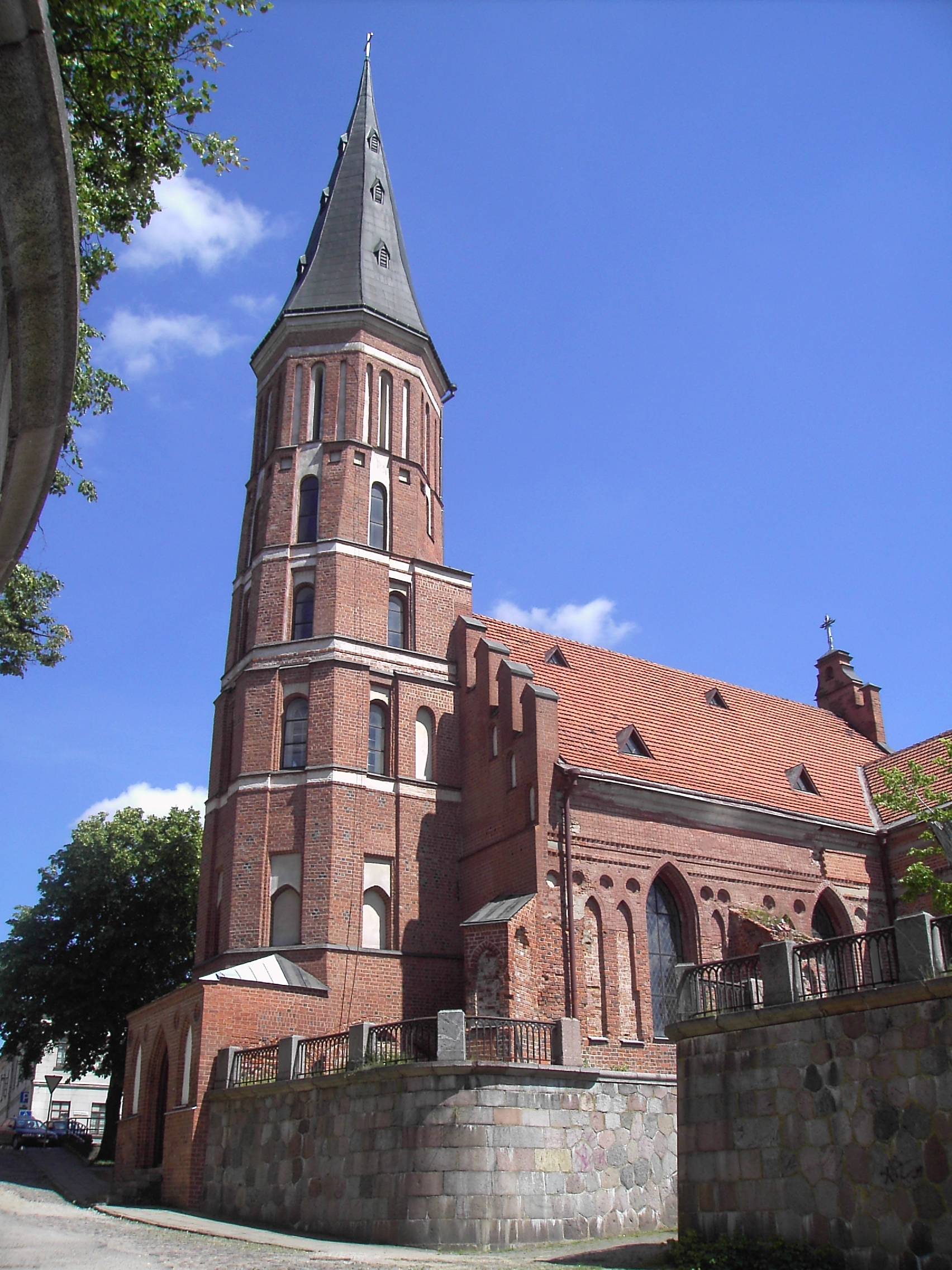
Església de Vytautas el Gran. Construïda pels volts del 1400 a Kaunas.

Vytautas fou un dels creadors de la Unió de Horodło amb Polònia el 1413. Segons l'acta de la unió, el Gran Ducat de Lituània havia de mantenir un Gran Duc separat i el seu propi parlament. Alhora tant el Sejms polonès com el lituà havien de parlar de totes les matèries importants conjuntament. Aquesta unió fou important culturalment, així com políticament, perquè concedia els mateixos drets com l'szlachta polonesa als nobles cristians lituans. Aquesta acta no incloïa els nobles ortodoxos Això aplanà el camí per a més contactes i cooperació entre els nobles de Polònia i de Lituània.
El gener de 1429 Vytautas ja havia rebut el títol de Rei de Lituània amb el suport de Segimon I del Sacre Imperi Romanogermànic, però els enviats que estaven transportant la corona foren aturats per magnats polonesos a la tardor de 1430. S'envià una altra corona, però Vytautas moria al Castell de Trakai uns quants dies abans que arribés a Lituània. Fou enterrat a la Catedral de Vílnius. El parador de les seves restes s'ha perdut.
Segons l'Encyclopædia Britannica de 1911, Vytautas "va ser sens dubte la personalitat més imponent de la seva època a Europa de l'Est, i el seu valor marcial es va combinar amb la previsió de l'estadista"

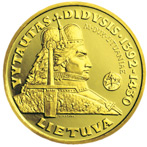
Moneda commemorativa de litas dedicada a Vytautas el Gran

### Reformes
Vytautas donà suport al desenvolupament econòmic del seu estat i introduí moltes reformes. Sota el seu govern el Gran Ducat de Lituània, gradualment, es tornà més centralitzat, mentre els prínceps locals amb lligams dinàstics al tron foren reemplaçats per governadors lleials a Vytautas. Els governadors eren terratinents rics que formaren la base de la noblesa lituana. Durant el govern de Vytautas, les influents famílies de Radziwi i Goštautai començaren el seu ascens.

## Família

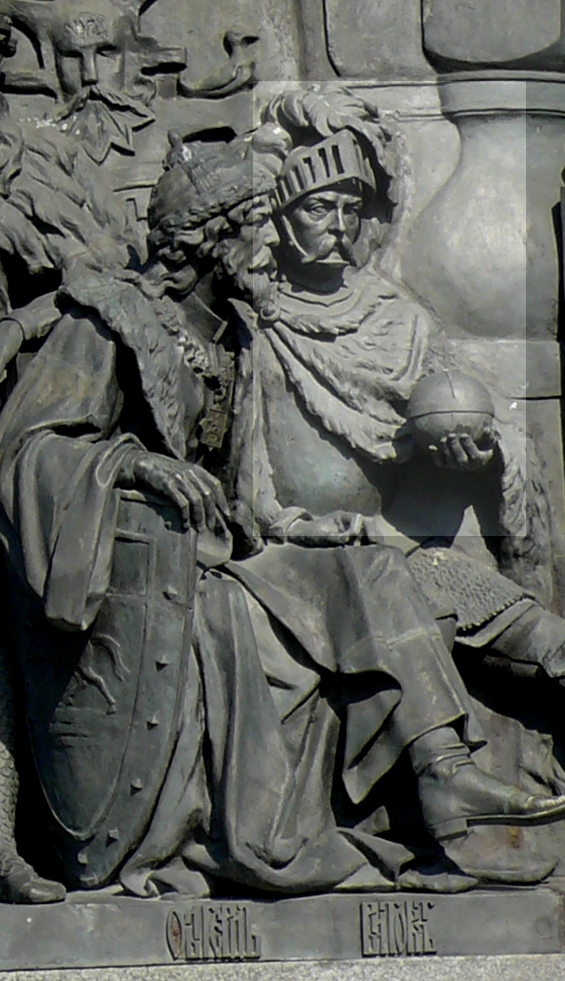
Vytautas al costat del seu oncle Algirdas en el Mil·lenni de Rússia a Nóvgorod.

Nascut el 1350 al castell de l'actual Senieji Trakai, Vytautas era el fill de Kęstutis i la seva segona muller Birutė. Vytautas era un cosí i amic d'infantesa de Ladislau II Jagelló (Władysław II Jagiełło), que es convertiria en Rei de Polònia el 1386. Al voltant del 1370, es casà amb Anna, que donà a llum a Sofia de Lituània, única descendent de Vytautas. Es casà amb Basili I de Moscou, Gran Príncep de Moscou. Després de la mort d'Anna el 1414, Vytautas es casà amb la seva neboda Juliana Olxanska, filla d'Ivan Olxanski.